# يوم سلامة العصا البيضاء
يوم سلامة العصا البيضاء هو احتفال وطني في الولايات المتحدة، يتم الاحتفال به في 15 أكتوبر من كل عام منذ عام 1964. يتم تحديد هذا التاريخ للاحتفال بإنجازات الأشخاص المكفوفين أو ضعاف البصر والرمز المهم للعمى وأداة الاستقلال، العصا البيضاء.
في 6 أكتوبر 1964، صدر قرار مشترك من الكونجرس الأمريكي، H.R. 753، تم توقيعه كقانون قانون عام. 88–628 قانون عام. 88–628، وتم تدوينها في العنوان 36 من كود الولايات المتحدة المادة 142. وقد سمح هذا القرار لرئيس الولايات المتحدة بإعلان يوم 15 أكتوبر من كل عام "يوم سلامة العصا البيضاء".
وقّع الرئيس ليندون جونسون على أول إعلان ليوم سلامة العصا البيضاء في غضون ساعات من إقرار القرار المشترك.
في عام 2011، أطلق الرئيس باراك أوباما على يوم سلامة العصا البيضاء اسم يوم المساواة للأمريكيين المكفوفين.

## ملحوظات
1. ↑  Obama، Barack (14 أكتوبر 2011). "Presidential Proclamation -- Blind Americans Equality Day, 2011". whitehouse.gov. مؤرشف من الأصل في 2025-02-22 – عبر National Archives.

## روابط خارجية
- يوم سلامة العصا البيضاء: رمز للاستقلال (مقال من موقع الاتحاد الوطني للمكفوفين على الإنترنت)
- موقع ويب للاحتفال بيوم سلامة العصا البيضاء
- 36 USC § 142
- تم إطلاق غلاف بريدي خاص وإلغاء بمناسبة اليوم العالمي لسلامة العصا البيضاء لعام 2009، 15 أكتوبر 2009، في مكتب البريد العام في بنغالور

## نماذج من الإعلانات
- 2005
- 2007
- 2009